# Casa al carrer de la Font, 1-3 (Masarac)
Casa al carrer Font, 1-3 és un habitatge del municipi de Masarac (Alt Empordà) inclòs en l'Inventari del Patrimoni Arquitectònic de Catalunya.

## Descripció
Situada dins del nucli urbà de la població de Masarac, a la banda de llevant del municipi.
Gran edifici envoltat de jardí i format per dos nuclis constructius diferenciats. A la banda de llevant hi ha l'habitatge principal, de planta irregular i constituït per diversos cossos. Presenten les cobertes de teula d'una i dues vessants, i distribuïts en planta baixa i dos pisos. A l'extrem est destaca una torre de planta circular, amb la coberta de teula. A ponent hi ha una terrassa al nivell del pis superior. En general, les obertures presents a l'edifici són de diversa tipologia. La torre presenta finestres rectangulars emmarcades en pedra, mentre que a la resta de la construcció les obertures són d'arc rebaixat i de mig punt i estan construïdes amb maons, exceptuant la façana de ponent que es correspon amb la part més antiga de l'edifici. L'altre nucli de la construcció està situat a la banda de ponent de la finca. Està format per dos cossos adossats, un d'ells amb coberta de quatre vessants i l'altre amb terrassa al nivell del pis. Presenten les obertures d'arc de mig punt bastides amb maons. El portal del número 1 és d'arc rebaixat i presenta una terrassa al pis delimitada amb una barana d'obra decorada. A la segona planta hi ha una galeria d'arcs de mig punt, actualment reformada.
La construcció està bastida amb pedra desbastada de mida mitjana, lligada amb morter de calç.